# Cardion AN/TPS-44 Alert MK II
El Cardion AN/TPS-44 Alert MK II es un radar de vigilancia aérea producido en los Estados Unidos originalmente por Cardion Electronics.

## Características
El AN/TPS-44 consiste en un shelter y una antena vadeable, puede ser transportado en dos camiones REO M35, mediante tren, helicóptero sujetandolo con una eslinga o en un avión de carga Lockheed C-130 Hercules.
En los Estados Unidos el conjunto es un componente del Puesto de Control Aéreo Adelantado (en inglés: Forward Air Control Post, FACP), que es parte del Sistema de Control Aéreo Táctico utilizado para apoyar operaciones tácticas en todo el mundo durante guerra limitada u otras contingencias. Funciona coordinado con un conjunto de operaciones central, un conjunto de comunicaciones y un conjunto de radio troposférico. Tiene pantallas indicadoras de posición y rango, características de anti-interferencia y otros sistemas para proporcionar mayor claridad y capacidad de detección de objetivos de largo alcance. Es un radar secundario, contiene un equipo de identificador amigo-enemigo (IFF) para la identificación de la aeronave. Los circuitos de estado sólido proporcionan una mayor confiabilidad del sistema y reducen la necesidad de mantenimiento.

### Especificaciones
- Frecuencia: 1,25 - 1,35 GHz
- Frecuencia de repetición de pulsos: 267 - 800 Hz
- Ancho del pulso: 1,4 - 4,2 µs
- Potencia máxima: 1 MW
- Potencia promedio: 1,12 kW
- Ancho del haz (horizontal): 1,1º
- Ancho del haz (vertical): 3,8º
- Rotación de la antena: 0 - 15 rpm
- Alcance: 200 mn (370 km)

## Países que lo usan
- Argentina
  - Ejército Argentino

Argentina compró seis unidades en la década de 1980. Actualmente existen tres.
- Estados Unidos
  - Fuerza Aérea de los Estados Unidos

Entró en servicio durante la Guerra de Vietnam.

### Historia de operaciones
El TPS-44 fue desplegado en la Guerra de Vietnam por la Fuerza Aérea de los Estados Unidos.
El Ejército Argentino desplegó el TPS-44 durante la Guerra de las Malvinas en 1982, tanto en el continente como en Puerto Argentino/Stanley en las islas. La unidad puesta en Malvinas fue empleada para guiar ataques aéreos argentinos a la flota británica. En el fin de la guerra fue capturado.
En la actualidad los despliega en operaciones de control de fronteras y lucha contra el narcotráfico en el marco del Sistema Nacional de Vigilancia y Control Aeroespacial (SINVYCA). En el Operativo Fortín y en el Operativo Escudo Norte son desplegados en Formosa y en Tartagal.